# 月刊ファイターズTV
月刊ファイターズTV（げっかん-）は、GAORAで2010年4月から毎月1回放送する北海道日本ハムファイターズを題材にした番組。

## 概要
- GAORAではこれまでもファイターズ戦中継は実施してきたが、関連番組は毎年2月のキャンプ、及びリーグ優勝時などの特番など極わずかだった。
- 2010年度からファイターズの応援番組を本格的に立ち上げ、ファイターズの1ヶ月の試合振り、選手のコメント、光山英和、岩本勉らファイターズ戦中継解説者の試合評、ファーム情報、日本ハムの豆知識「なるホト!」などを提供する。
- 進行
  - 2010年度　蛍原徹（雨上がり決死隊）・野口綾子
  - 2011年度　岩本勉（メインコメンテーター兼務）・金山泉（毎日放送）
- 放送日時は不定だが、主として月末に1回45分（2010年度・シーズン1は30分）放送される。

## 週刊化
2011年6月からウィークリー番組「週刊ファイターズTV」としてリニューアルされ、月刊としての放送は2011年5月で発展終了する。放送時間も毎週月曜22：30-23：00（最終週のみ22：45-23：30）となる